# Charlatão-de-capuz-castanho
O charlatão-de-capuz-castanho (Pterorhinus treacheri) é uma espécie de ave da família Leiothrichidae, endêmica de Bornéu. Descrita pelo ornitólogo britânico Richard Bowdler Sharpe como uma espécie distinta em 1879, foi posteriormente considerada uma subespécie de Garrulax mitratus até 2007, quando os ornitólogos Nigel Collar e Craig Robson a restabeleceram como espécie plena. A ave mede de 22 a 24 cm de comprimento, com a cabeça e o queixo castanho-avermelhados e penas acinzentadas no topo da cabeça. As partes superiores e a lateral do pescoço são cinza-ardósia, com uma longa mancha branca nas asas. A garganta, o peito e a parte superior do ventre são marrom-amarelado opaco, com flancos cinza mais puro e ventre, parte inferior do ventre e coxas vermelho-acastanhados. Apresenta um meio anel ocular amarelo atrás e abaixo do olho, e a cauda tem a ponta preta. Ambos os sexos têm aparência semelhante, enquanto os filhotes são mais opacos que os adultos.
A espécie habita florestas montanas e de encosta, bordas de floresta, vegetação perturbada e áreas cultivadas em regiões montanhosas do centro-norte e sudeste de Bornéu. É encontrada principalmente em altitudes de 600 a 2.800 m, mas pode ocorrer em elevações tão baixas quanto 200 m e tão altas quanto 3.350 m. É onívora, alimentando-se de artrópodes, frutas e flores. A reprodução ocorre de fevereiro a abril e em outubro, com a construção de ninhos em forma de taça e posturas de ninhadas de dois ovos azul-brilhante a azul-esverdeado. É classificada como espécie pouco preocupante pela União Internacional para a Conservação da Natureza devido à sua ampla distribuição, população relativamente grande e ausência de declínio populacional significativo, embora seus números estejam diminuindo devido à destruição e à fragmentação de habitat.

## Taxonomia e sistemática
O charlatão-de-capuz-castanho foi originalmente descrito em 1879 como Ianthocincla treacheri por Richard Bowdler Sharpe, com base em espécimes coletados no monte Kinabalu, em Bornéu. Sharpe posteriormente transferiu a espécie para o gênero Rhinocichla em 1883. Mais tarde, foi considerada uma subespécie de Garrulax mitratus e movida para o gênero Garrulax como parte dessa espécie. Em 2007, os ornitólogos Nigel Collar e Craig Robson restauraram o charlatão-de-capuz-castanho ao status de espécie plena. Após a publicação de um estudo filogenético molecular abrangente em 2018, a espécie foi transferida para o gênero reestabelecido Pterorhinus [en].
O nome do gênero, Pterorhinus, deriva das palavras em grego pteron (pena) e rhinos (narina). O nome específico treacheri refere-se a William Hood Treacher [en], um administrador colonial britânico que foi governador da colônia britânica de Bornéu do Norte. O nome em inglês "Chestnut-hooded laughingthrush" é o nome comum oficial designado pela International Ornithologists' Union (IOU).
O charlatão-de-capuz-castanho é uma das 133 espécies reconhecidas pela IOU na família Leiothrichidae, um grupo diversificado de aves encontrado na África, Sudoeste Asiático, Ásia Meridional, Sudeste Asiático e China. Dentro da família, é uma das 23 espécies atualmente classificadas no gênero Pterorhinus. Uma árvore filogenética de 2019 construída por Tianlong Cai e colegas revelou que o charlatão-de-capuz-castanho é mais próximo de Garrulax mitratus. Essas duas espécies são irmãs de um clado formado por Garrulax ruficollis, Garrulax nuchalis e Garrulax chinensis.

### Subespécies
Atualmente, são reconhecidas três subespécies do charlatão-de-capuz-castanho. A subespécie que habita o oeste e sudeste de Bornéu ainda não foi descrita.
- P. t. treacheri (Sharpe, 1879): A subespécie nominada, encontrada no norte de Bornéu.[11]

- P. t. damnatus (Harrisson & Hartley, 1934): Encontrada no centro-norte de Bornéu.[11]

- P. t. griswoldi (Peters, JL, 1940): Encontrada no centro de Bornéu.[11]

## Descrição

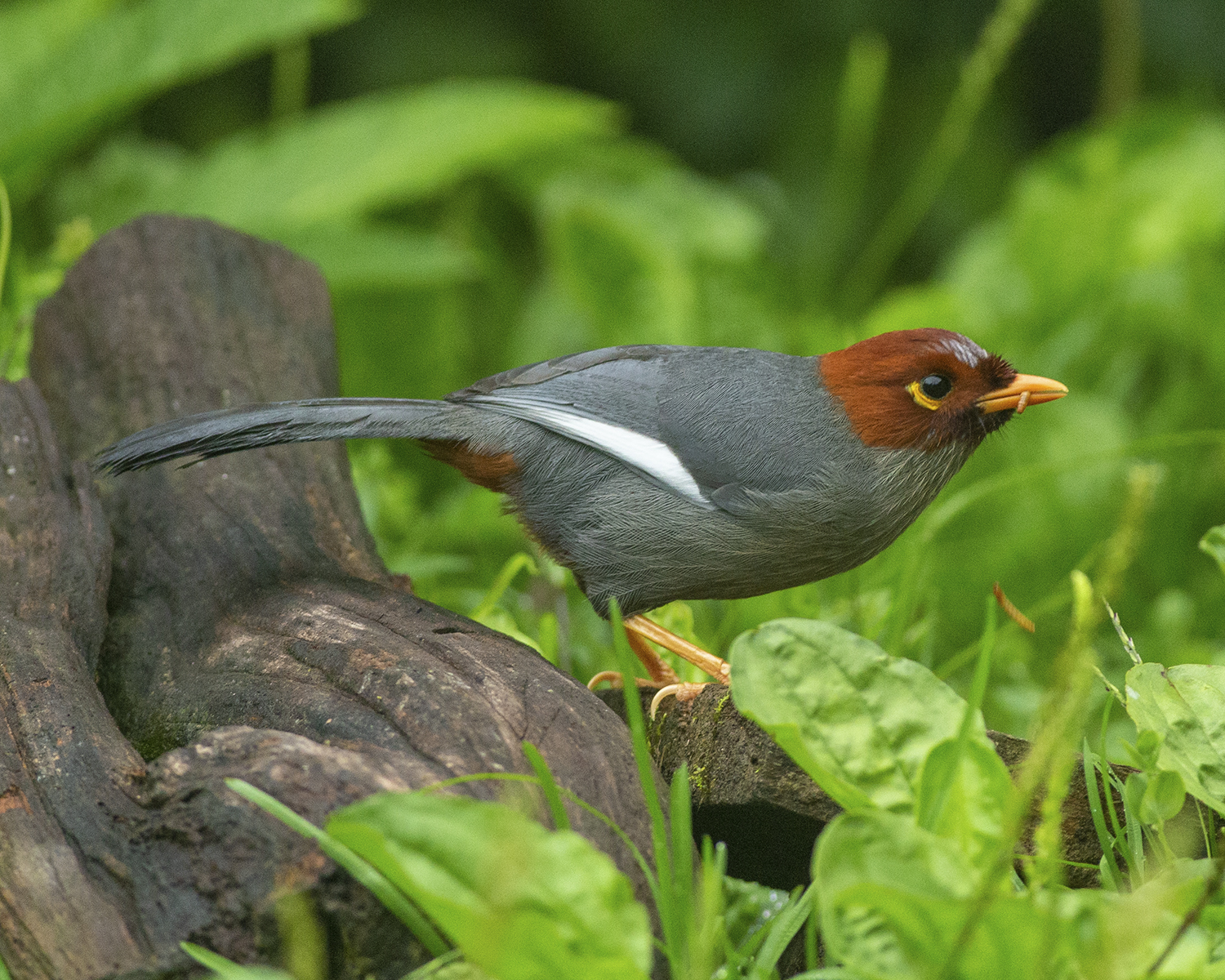
Charlatão-de-capuz-castanho forrageando por insetos

O charlatão-de-capuz-castanho mede de 22 a 24 cm de comprimento, com machos e fêmeas apresentando aparência semelhante. Na subespécie nominada, o queixo, loros (área entre os olhos e as narinas), supercílio (linha acima do olho), penas ao redor das narinas e a área ao redor da base do bico são castanho-avermelhados. A testa, a frente do píleo (topo da cabeça) e a área dos olhos até o queixo são mais escuras, com algumas penas acinzentadas-brancas na coroa. A garganta, o peito e a parte superior do ventre são marrom-amarelado opaco com um tom acinzentado e estrias marrom-amareladas opacas. Os flancos são cinza mais puro, enquanto a parte inferior do ventre e as coxas são vermelho-acastanhados. A lateral do pescoço e as partes superiores são cinza-ardósia com um leve tom marrom-amarelado, com uma longa mancha branca nas penas primárias. A cauda é cinza mais escura com uma ponta preta. A íris varia de vermelho a vermelho-acastanhado, com um meio anel ocular amarelo atrás e abaixo do olho. O bico é laranja opaco a marrom-amarelado, enquanto as pernas são amareladas.
Os filhotes são mais opacos que os adultos. P. t. damnatus tem um peito mais opaco com menos estrias, enquanto P. t. griswoldi apresenta um castanho mais intenso no ventre. A espécie difere de Garrulax mitratus pelas penas nas narinas, seu anel ocular amarelo (em vez de branco) presente apenas atrás e abaixo do olho, queixo castanho-avermelhado, partes superiores mais acinzentadas, partes inferiores mais claras e penas mais acinzentadas no píleo. A subespécie não descrita do oeste e sudeste de Bornéu difere das três subespécies conhecidas pela cor das partes inferiores (bege-rosado em vez de cinza-bege), pela presença de marcas brancas abaixo do olho e pela ausência de estrias no peito.

### Vocalizações
O canto do charlatão-de-capuz-castanho é um chu-wu, chwi-wi-wi-wi-wiee-wiu-wu flautado e agudo, com notas iniciais um pouco estaladas, ou um wiu-wu-wu-wi-wi-wee-wu que sobe e desce. Também emite uma série uniforme de até 12 notas wi, um wu-tuwu-tuwu ou um ri’-ri’-ri, todos pontuados por um to-we-oh to-we-oh. Seu chamado é um grasnido áspero e rouco, enquanto o chamado de contato é um ah-ah-ah-ah suave e descendente, com as últimas notas também emitidas isoladamente.

## Distribuição e habitat
O charlatão-de-capuz-castanho é endêmico de Bornéu, onde é encontrado nas cadeias montanhosas do centro-norte, do monte Kinabalu ao Barito Ulu, e nas montanhas Meratus [en] no sudeste da ilha. Habita florestas montanas e de encosta perenes, bordas de floresta, florestas secundárias, vegetação perturbada e áreas cultivadas, como plantações de arroz antigas com vegetação baixa. Geralmente é encontrado em altitudes de 600 a 2.800 m, mas pode ser visto em elevações tão baixas quanto 200 m e tão altas quanto 3.350 m.

## Comportamento e ecologia
O charlatão-de-capuz-castanho forrageia em pequenos grupos de 4 a 5 aves, frequentemente unindo-se a bandos mistos de forrageamento que podem incluir Coracina larvata, Garrulax palliatus, Calyptomena whiteheadi e republicano-de-bornéu [en]. Esses bandos podem incluir musaranhos-arborícolas do gênero Tupaia e esquilos Dremomys no solo e esquilos Sundasciurus no dossel florestal.

### Alimentação

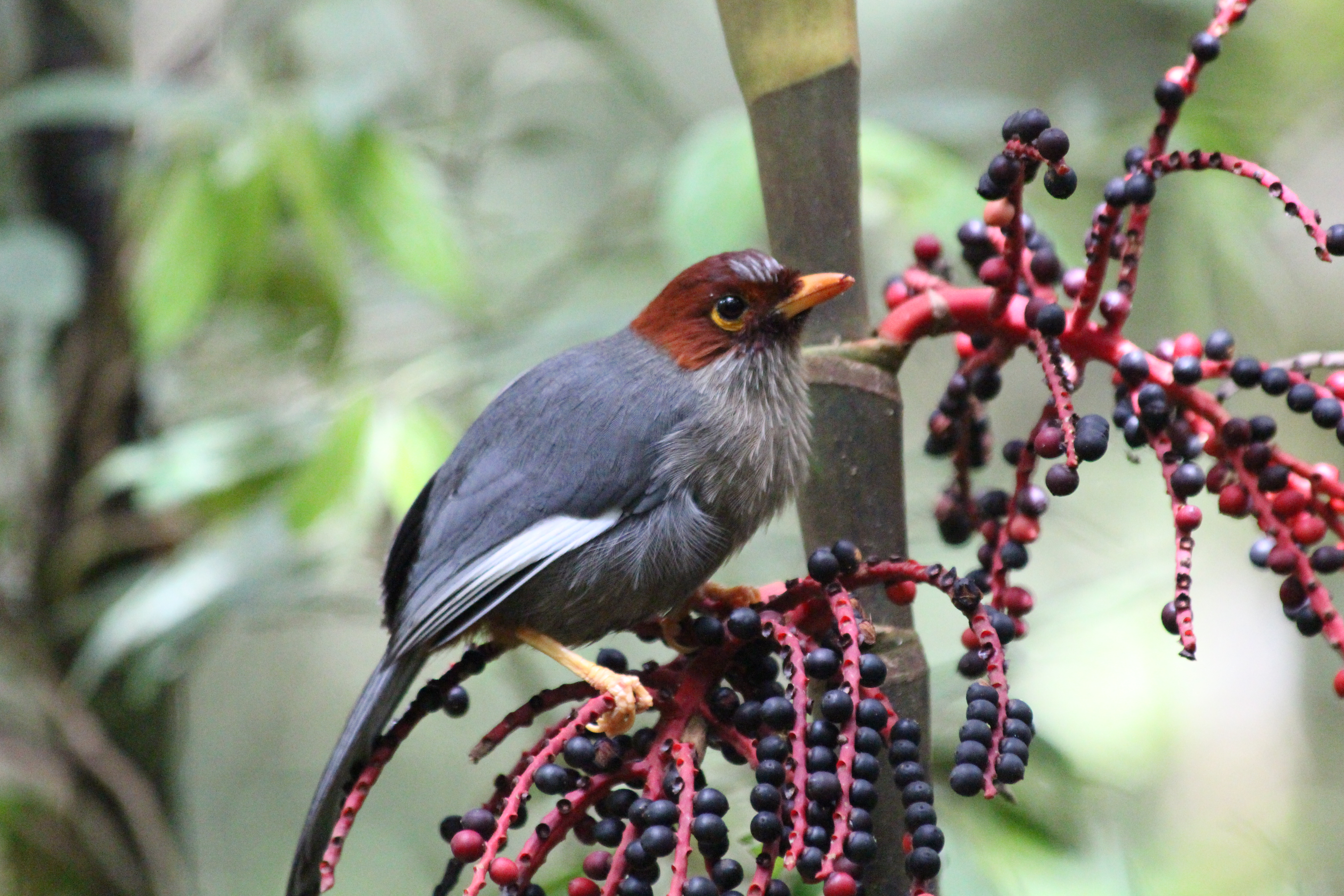
Charlatão-de-capuz-castanho alimentando-se de frutas

O charlatão-de-capuz-castanho é onívoro. Alimenta-se de artrópodes como gafanhotos, formigas, grilos, lacrainhas, mariposas, lagartas, cigarrinhas, larvas de besouros, moscas, besouros pretos pequenos e diplópodes pequenos. Também consome frutas de Glochidion, Macaranga, Trema cannabina [en], Embelia ribes [en], Sambucus e melastomas como Medinilla, além de flores da invasora Passiflora edulis e frutas e flores de Rhodamnia.
A espécie forrageia subindo galhos inclinados de maneira semelhante a um pica-pau, sem usar a cauda para apoio, e coletando insetos da superfície. Às vezes, agarra-se a superfícies verticais, como troncos de samambaias. Também forrageia no solo florestal e em gramados como um tordo do gênero Turdus, mantendo a cauda levantada. Foi registrado alimentando-se de formigas aladas incapazes de voar e insetos atingidos por veículos. O forrageamento ocorre principalmente a poucos metros do solo, mas a espécie também se alimenta no dossel florestal.

### Reprodução
A reprodução da espécie foi observada de fevereiro a abril e em outubro. O ninho em forma de taça é uma coleção frouxa de hastes de gramíneas, gavinhas, folhas mortas e raízes, com uma camada externa de esqueletos de folhas, folhas de samambaia e penas, sem revestimento interno. É colocado a uma altura de 2 a 9 m em uma massa de trepadeiras ou samambaias suspensas de uma árvore pequena. As ninhadas contêm dois ovos brilhantes, de azul-brilhante a azul-esverdeado.

## Estado de conservação
O charlatão-de-capuz-castanho é classificado como espécie pouco preocupante pela União Internacional para a Conservação da Natureza devido à sua ampla distribuição, população relativamente grande e ausência de declínio populacional significativo. É comum nas regiões montanhosas de Bornéu e ocorre em várias áreas protegidas, como o Parque Nacional Kayan Mentarang [en] e o Parque Kinabalu. No entanto, sua população está atualmente em declínio devido à destruição e à fragmentação de habitat.